# T-DASH
T-DASHとはバルテス株式会社が開発するソフトウェアテストにおけるUIテストを自動化するテスト自動化ツールである。キーワード駆動テストの形式で自動化を行う。

## 概要
スプレッドシート状のUIに記載されたテストケースを自動実行させる。
日本語で書かれた既存のテストドキュメントを利用して自動テストを構築することができることで、自動化された作業の判読性や保守性が高いことが特長。
名称は同社の開発するテスト自動化フレームワーク「Test Design and Automated Scripting Harness （T-DASH）」に由来する。
WindowsおよびmacOSのPC上で動作するインストール型のソフトウェアであり、ノードロックライセンス・フローティングライセンス双方で提供されている。

## 機能
- Webブラウザ・Windowsアプリケーション[11]・モバイルアプリ[12]上の操作の自動化・検証結果の正誤判定
- 自然言語(日本語)で記述されたテストケースの実行[3]
- テストシナリオ・テストケースのインポート / エクスポート[4]
- 画面上の操作対象（パス）を自然言語から識別し自動取得（特許第7450187号）[13]
- Pythonベースのカスタム動作の開発機能
- 複数パラメータで反復テストを行うデータドリブン機能[14]
- 画像比較テスト機能[15]
- クラウド型テスト管理ツールQualityTrackerと連携[16]
- クラウド上のモバイル実機端末をレンタル・リモート操作するサービスAnyTestと連携[17]
- コマンドライン実行によるCI/CD連携機能[18]

## リリース履歴
- 2021年（令和3年）
  - 10月
    - 　第12回 Japan IT Week 秋にてOPENβ版の先行提供[19]

  - 11月
    - 　OPENβ版を一般公開[20]
- 2022年（令和4年）
  - 2月
    - 　正式版リリース[21]

  - 4月
    - 　macOS対応、英語対応[22]

  - 9月
    - 　メジャーアップデート 画像比較テスト機能など[23]
- 2023年（令和5年）
  - 4月
    - 　メジャーアップデート 画像からの要素認識機能・自動テストデバッグ・ツール連携など[24]　
    - 　モバイルアプリのテスト（クラウド端末AnyTestと連携）をサポート[17]

  - 10月
    - 　コマンドライン実行によるCI/CD連携正式対応[25]

  - 12月
    - 　メジャーアップデート  Windowsアプリケーションを対象とした自動テストに対応[26]
- 2024年（令和6年）
  - 4月
    - 　クローズド環境（インターネット遮断環境）での利用をサポート[27][28]

  - 11月
    - 　ローカル環境でモバイルアプリのテスト（USBにて実機を接続）をサポート[12]
    - 　キャプチャ＆リプレイ機能[29]